# Madagaskar-haakneusslang
De madagaskar-haakneusslang (Leioheterodon madagascariensis) is een slang uit de familie Pseudoxyrhophiidae.

## Naam en indeling
De wetenschappelijke naam van de soort werd voor het eerst voorgesteld door André Marie Constant Duméril en Gabriel Bibron in 1854. Oorspronkelijk werd de wetenschappelijke naam Heterodon madagascariensis gebruikt. De slang werd eerder aan andere geslachten toegekend, zoals Anomalodon en Lioheterodon.
De soortaanduiding madagascariensis betekent vrij vertaald 'levend in Madagaskar'.

## Uiterlijke kenmerken
De madagaskar-haakneusslang is een relatief zwaargebouwde slang en kan een lengte van 1,80 meter bereiken.

## Levenswijze
De slang is overdag actief en jaagt op vogels, kleine zoogdieren, kikkers en vissen. De prooidieren worden verlamd met een krachtig gif uit de giftanden achter in zijn bek.

## Verspreiding en habitat
De Madagaskar-haakneusslang komt voor in delen van Afrika en leeft endemisch op Madagaskar. De slang komt hier voor op het vasteland en de eilanden Nosy Be, Nosy Komba en Nosy Sakatia. Daarnaast is de slang geïntroduceerd op de Comoren. De habitat bestaat uit vochtige tropische en subtropische laaglandbossen, tropische en subtropische droge bossen, scrublands en graslanden. Ook in door de mens aangepaste streken zoals weilanden, aangetaste bossen, plantages en landelijke tuinen kan de slang worden aangetroffen.

## Beschermingsstatus
Door de internationale natuurbeschermingsorganisatie IUCN is de beschermingsstatus 'veilig' toegewezen (Least Concern of LC).